# NGC 4605
NGC 4605 är en dvärgstavspiralgalax belägen på ett avstånd av 18,1 ± 0,3 miljoner ljusår från solsystemet, i stjärnbilden Stora björnen och upptäcktes den 19 mars 1790 av William Herschel.. Fysiskt sett är den liknande i storlek och i B-bandets absoluta magnitud som Stora magellanska molnet. Den ingår möjligen i antingen M81-galaxgruppen eller Messier 101-gruppen.